# Budu Zivzivadze
Budu Zivzivadze (grúzul: ბუდუ ზივზივაძე; Kutaiszi, 1994. március 10. –) grúz válogatott labdarúgó, a Heidenheim játékosa.

## Pályafutása

### Klubcsapatokban
Nyolc éves korában kezdett el focizni, de gyerekként évekig sakkozott is. Végül a két sport közül az előbbit választotta, és szülővárosának csapatánál, a Torpedo Kutaiszinál kezdett edzésekre járni. 14 éves volt, amikor a fővárosba, Tbiliszibe költözött, ahol először az FS 35 nevű sportiskolába járt. Később a Dinamo Tbiliszi akadémiáján nevelkedett, a felnőtt csapatban 2014 szeptemberében mutatkozott be egy grúz bajnoki mérkőzésen. 2015 és 2016 között a Szamtredia játékosaként negyven bajnoki mérkőzésen huszonhét gólt szerzett és gólkirály is lett. 2017 és 2018 között a dán élvonalbeli Esbjerg csapatában futballozott. 2019 júliusában szerződtette őt a magyar élvonalbeli Mezőkövesd csapata. Harminckét bajnokin nyolc gólt szerzett a 2019-2020-as szezonban, ezzel csapata legeredményesebb játékosa volt a bajnokságban, és bejutott együttesével a Magyar Kupa döntőjébe is, ott azonban a Budapest Honvéd jobbnak bizonyult a Mezőkövesdnél. 2020. július 10-én a MOL Fehérvár szerződtette.

#### Újpest
2022. február 11-től kölcsönben az Újpest FC játékosa. 2022. február 20-án a MOL Fehérvár elleni idegenbeli mérkőzésen gólt szerzett, csapata 2–1-re győzött. A szezon végére az Újpest házi gólkirálya lett 11 góllal.

#### Újra a Fehérvárban
2022. július 21-én a labdarúgó Európa-konferencialiga 2. selejtezőkörében – csereként beállva – gólt lőtt az azeri Qabala ellen 4–1-re megnyert hazai mérkőzésen. Július 28-án a Qabala elleni konferencialiga visszavágón is gólt szerzett. Augusztus 4-én és 11-én, a moldáv Petrocub Hincesti elleni mindkét Európa-konferencialiga mérkőzésen eredményes volt, a hazai mérkőzésen egy, a visszavágón 2 gólt lőtt. Augusztus 18-án Kölnben az Európa-konferencialiga főtáblájáért folyó párharc első mérkőzésén (2–1) gólt fejelt. A 4. forduló pótlásán (2022. október 10.) hazai pályán az Újpest elleni vesztes mérkőzés (0–1) lefújása után mezt cserélt korábbi csapattárásával, Vincent Onovóval, és már a kicserélt lila-fehér dresszben hagyta el a pályát. Másnap emiatt száműzték az első számú csapatból. November 6-án a MOL Fehérvár II Nagykanizsa elleni NB III-as meccsén a 29. percben vállsérülést szenvedett, 10-én megműtötték, a rehabilitációs munkát hat hét múlva kezdheti el.

#### Karlsruher
2023. január 31-én két és fél évre írt alá a német Karlsruher csapatához. Első gólját 2023. május 21-én a Kaiserslautern csapat ellen szerezte. A 2024–25-ös szezonban őszi gólkirály lett a 2. Bundesligában 12 góllal.

#### Heidenheim
2025. január 3-án jelentették be, hogy a Bundesligában szereplő Heidenheim kivásárolja a szerződéséből a grúz csatárt.

### A válogatottban
Többszörös grúz utánpótlás-válogatott, tagja volt a 2013-as U19-es labdarúgó-Európa-bajnokságon szerepelt grúz keretnek is. A felnőtt válogatottban 2017. január 23-án mutatkozott be Üzbegisztán ellen. 2024. május 22-én Willy Sagnol szövetségi kapitány kihirdette a 26 fős Európa-bajnoki keretét, amelyben ő is szerepelt.

## Statisztika

### A grúz válogatottban
| Grúzia   | Grúzia | Grúzia |
| Év       | Mérk.  | Gólok  |
| -------- | ------ | ------ |
| 2017     | 2      | 0      |
| 2018     | 2      | 0      |
| 2021     | 4      | 0      |
| 2022     | 7      | 3      |
| 2023     | 8      | 2      |
| 2024     | 11     | 3      |
| 2025     | 2      | 0      |
| Összesen | 36     | 8      |

### Mérkőzései a grúz válogatottban
megjegyzés Az eredmények a grúz válogatott szemszögéből értendők.
| #   | Dátum                | Ellenfél            | Eredmény | Kiírás                 | Esemény     |
| --- | -------------------- | ------------------- | -------- | ---------------------- | ----------- |
| 1.  | 2017. január 23.     | Üzbegisztán         | 2 – 2    | barátságos mérkőzés    |             |
| 2.  | 2017. január 25.     | Jordánia            | 0 – 1    | barátságos mérkőzés    | 46'         |
| 3.  | 2018. június 1.      | Málta               | 1 – 0    | barátságos mérkőzés    | 71'         |
| 4.  | 2018. június 5.      | Luxemburg           | 0 – 1    | barátságos mérkőzés    | 62'         |
| 5.  | 2021. március 28.    | Spanyolország       | 1 – 2    | világbajnoki selejtező | 18' 62'     |
| 6.  | 2021. március 31.    | Görögország         | 1 – 1    | világbajnoki selejtező | 63'         |
| 7.  | 2021. június 2.      | Románia             | 2 – 1    | barátságos mérkőzés    | 81'         |
| 8.  | 2021. június 6.      | Hollandia           | 0 – 3    | barátságos mérkőzés    | 66'         |
| 9.  | 2022. március 25.    | Bosznia-Hercegovina | 1 – 0    | barátságos mérkőzés    | 49'         |
| 10. | 2022. március 29.    | Albánia             | 0 – 0    | barátságos mérkőzés    | 83'         |
| 11. | 2022. június 5.      | Bulgária            | 5 – 2    | Nemzetek Ligája        | 52' 67'     |
| 12. | 2022. június 9.      | Észak-Macedónia     | 3 – 0    | Nemzetek Ligája        | 45' 52' 72' |
| 13. | 2022. június 12.     | Bulgária            | 0 – 0    | Nemzetek Ligája        | 80'         |
| 14. | 2022. szeptember 23. | Észak-Macedónia     | 2 – 0    | Nemzetek Ligája        | 78'         |
| 15. | 2022. szeptember 26. | Gibraltár           | 2 – 1    | Nemzetek Ligája        | 61'         |
| 16. | 2023. március 25.    | Mongólia            | 6 – 1    | barátságos mérkőzés    | 64' 90+1'   |
| 17. | 2023. március 28.    | Norvégia            | 1 – 1    | Eb-selejtező           | 59'         |

## Sikerei, díjai

### Klubcsapatokkal
SZK Szamtredia
- Grúz bajnok: 2016

 Mezőkövesdi SE
- Magyar Kupa ezüstérmes: 2020

 MOL Fehérvár
- Magyar bajnoki bronzérmes: 2020–21

### Egyéni
- Grúz gólkirály: 2016, 2018